# Список высших учебных заведений Ингушетии
В список высших учебных заведений Ингушетии включены образовательные учреждения высшего профессионального образования, находящиеся на территории Ингушетии и имеющие действующую лицензию на образовательную деятельность. Список вузов приведён в соответствии с данными сводного реестра лицензий. По состоянию на 7 декабря 2021 года в Ингушетии действующую лицензию имели 2 вуза.
Порядок следования элементов списка — алфавитный.

## Список высших образовательных учреждений
| Название                              | Категория         | Год основания | Месторасположение | Число студентов |
| ------------------------------------- | ----------------- | ------------- | ----------------- | --------------- |
| Ингушский государственный университет | государственный   | 1994          | Магас             | 7548            |
| Институт экономики и правоведения     | негосударственный | 1996          | Назрань           | 324             |